# Linea principale Chūō
La Linea Principale Chūō (中央本線?, Chūō-honsen), chiamata comunemente Linea Chūō, è una linea ferroviaria giapponese a scartamento ridotto. Si snoda per quasi 400 km tra Tokyo e Nagoya ed è la più lenta tra le connessioni tra le due città (la Tōkaidō Shinkansen è la più veloce).

## Percorso

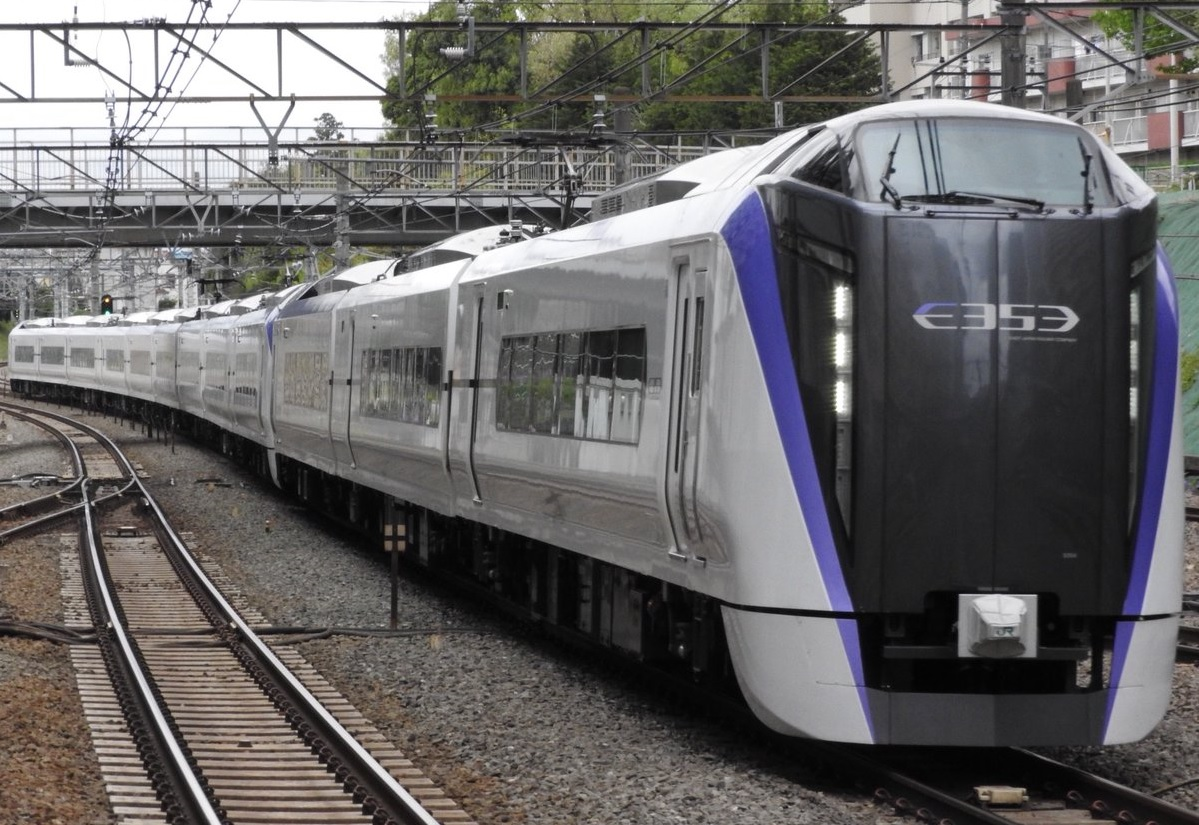
Espresso limitato Azusa con il monte Kokubunji sullo sfondo

Il segmento a est è chiamato Linea Chūō Est (中央東線?, Chūō-tōsen) ed è gestito dalla East Japan Railway Company (JR East) su cui si effettua anche un servizio rapido che prende il nome di Linea Chūō Rapida, mentre la parte ad ovest prende il nome di Linea Chūō Ovest (中央西線?, Chūō-saisen) ed è di proprietà della Central Japan Railway Company (JR Central). Il punto che segna il passaggio da un operatore all'altro è la Stazione di Shiojiri, dove i treni espressi afferenti dalle due parti delle linee continuano generalmente sulla linea Shinonoi verso Matsumoto e Nagano.
La parte centrale della linea Chūō, sebbene agli estremi si trovino due enormi megalopoli, è relativamente poco trafficata. Il corridoio Shiojiri-Nakatsugawa è servito solo da due treni locali all'ora e un treno espresso limitato per ora. La linea passa all'interno delle Alpi giapponesi e il suo punto più alto, vicino alla stazione di Fujimi è a circa 900 metri sul livello del mare, e gran parte della ferrovia ha una pendentza del 25 per mille. Lungo la parte orientale della linea si possono scorgere i picchi dei monti Akaishi, Kiso e Yatsugatake. La parte occidentale della linea passa lungo la valle del Kiso e lungo l'antica strada Nakasendō (famosa per le antiche stazioni postali di Tsumago-juku e Magome-juku).

## Storia
La più antica sezione della linea aprì fra Shinjuku e Tachikawa nel 1889. L'estensione verso ovest continuò a cavallo con il nuovo secolo passando per Hachiōji e la prefettura di Yamanashi orientale con Kōfu raggiunta nel 1903. La sezione occidentale da Nagoya fu costruita dal 1900 e la congiunzione delle due linee avvenne nel 1911. Il segmento fra la stazione di Iidamachi a Tokyo (ora non più esistente) e Nakano fu la prima ferrovia elettrica in Giappone.

### Incidenti
Il 12 settembre 1997 un espresso limitato Super Azusa diretto a Matsumoto si scontrò con un treno locale della serie 201 che non si era fermato ad un segnale a via impedita (rosso) passando per la stazione di Ōtsuki.

## Percorso

### Tokyo - Mitaka
Questa parte della ferrovia essendo di fatto una linea urbana per Tokyo è completamente priva di incroci a raso e passaggi a livello. Fra Ochanomizu e Mitaka è a quattro binari: due sulla linea lenta (緩行線?, kankō-sen) per la linea Chūō-Sōbu, i cui treni fermano in tutte le sezioni (sezione Locale) e altri due sulla linea veloce (快速線?, kaisoku-sen) chiamata linea Chūō Rapida, i cui treni fermano in un numero minori di stazioni.
La sezione fra Tokyo e Mitaka è un importantissimo asse viario che unisce la parte est a quella ovest della capitale, e allo stesso tempo uno dei posti più utilizzati durante i suicidi a causa dell'alta velocità di corsa dei treni.
I servizi suburbani attivi sui binari rapidi sono chiamati linea Chūō Rapida (中央快速線?, Chūō-kaisoku-sen) e in inglese Chūō Rapid Line (中央線快速?, Chūō-sen-kaisoku), mentre quello della linea lenta è chiamato in inglese Chūō Line (Local) (中央線各停?, Chūō-sen-kakutei). Per questi servizi il materiale rotabile è diversificato: i treni con livrea metallizzata e arancione sono per il servizio rapido, mentre quelli metallizzati e gialli sono per il servizio locale. Anche le stazioni presentano questi colori sui rispettivi binari.
Questa sezione è interamente all'interno di Tokyo.
Legenda per la tabella:
- Treni Locali:
  - S: Treni della linea Chūō-Sōbu locale
  - L: Treni locali da/per Tokyo in corsa durante la mattina presto a la sera utilizzanti carrozze per il servizio rapido
  - T: Treni locali via linea Tōzai
- Treni rapidi (Linea Rapida Chūō):
  - R: Rapido (快速 Kaisoku)
  - C: Rapido pendolari (通勤快速 Tsūkin Kaisoku)
  - S: Rapido Speciale Chūō (中央特快 Chūō Tokkai) / Rapido Speciale Ōme (青梅特快 Ōme Tokkai) via linea Ōme
  - T: Rapido Speciale Pendolari (通勤特快 Tsūkin Tokkai)

I treni passano oltre le stazioni segnate da una barra verticale.
| Stazione       | Giapponese | Distanza (km) | Collegamenti | Fermate | Fermate | Fermate | Fermate | Fermate | Fermate | Fermate  | Luogo     |
| Stazione       | Giapponese | Distanza (km) | Collegamenti | Locale  | Locale  | Locale  | Rapido  | Rapido  | Rapido  | Rapido   | Luogo     |
| Stazione       | Giapponese | Distanza (km) | Collegamenti | S       | L       | T       | R       | C       | S       | T        | Luogo     |
| -------------- | ---------- | ------------- | --- | ------- | ------- | ------- | ------- | ------- | ------- | -------- | --------- |
| Tokyo          | 東京       | 0.0           | ■ Linea Keihin-Tōhoku ■ Linea Keiyō ■ Linea Sōbu Rapida ■ Linea Tōkaidō ■ Linea Yamanote ■ Linea Yokosuka ■ Tōhoku Shinkansen ■ Yamagata Shinkansen ■ Akita Shinkansen ■ Jōetsu Shinkansen ■ Hokuriku Shinkansen ■ Tōkaidō Shinkansen Linea Marunouchi |         | ●       |         | ●       | ●       | ●       | ●        | Chiyoda   |
| Kanda          | 神田       | 1.3           | ■ Linea Keihin-Tōhoku ■ Linea Yamanote Linea Ginza | ●       | ●       | ●       | ●       | ●       |         |          | Chiyoda   |
| Ochanomizu     | 御茶ノ水   | 2.6           | Linea Marunouchi | ●       | ●       | ●       | ●       | ●       | ●       |          | Chiyoda   |
| Suidōbashi     | 水道橋     | 3.4           | Linea Mita | ●       | ●       | \|      | \|      | \|      | \|      |          | Chiyoda   |
| Iidabashi      | 飯田橋     | 3.4           | Linea Namboku Linea Yūrakuchō Linea Tōzai Linea Ōedo | ●       | ●       | ●1      | \|      | \|      | \|      | \|       | Chiyoda   |
| Ichigaya       | 市ヶ谷     | 5.8           | Linea Namboku Linea Yūrakuchō Linea Shinjuku | ●       | ●       |         | \|      | \|      | \|      | \|       | Chiyoda   |
| Yotsuya        | 四ツ谷     | 6.6           | Linea Namboku Linea Marunouchi | ●       | ●       | ●       | ●       | ●       | ●       |          | Chiyoda   |
| Shinanomachi   | 信濃町     | 7.9           | | ●       | ●       | \|      | \|      | \|      | \|      | Shinjuku |           |
| Sendagaya      | 千駄ヶ谷   | 8.6           | | ●       | ●       | \|      | \|      | \|      | \|      | Shibuya  |           |
| Yoyogi         | 代々木     | 9.6           | ■ Linea Yamanote | ●       | ●       | \|      | \|      | \|      | \|      | Shibuya  |           |
| Shinjuku       | 新宿       | 10.3          | ■ Linea Saikyō ■ Linea Shōnan-Shinjuku ■ Linea Yamanote ● Linea Keiō ● Linea Odakyū Odawara Linea Shinjuku Linea Ōedo Linea Marunouchi | ●       | ●       | ●       | ●       | ●       | ●       | Shinjuku |           |
| Ōkubo          | 大久保     | 11.7          | ● | ●       | \|      | \|      | \|      | \|      |         | Shinjuku |           |
| Higashi-Nakano | 東中野     | 12.8          | Linea Ōedo | ●       | ●       | \|      | \|      | \|      | \|      | Nakano   |           |
| Nakano         | 中野       | 14.7          | Linea Tōzai | ●       | ●       | ●       | ●       | ●       | ●2      | Nakano   | \|        |
| Kōenji         | 高円寺     | 16.1          | | ●       | ●       | ●       | ●3      | \|      | \|      | \|       | Suginami  |
| Asagaya        | 阿佐ヶ谷   | 17.3          | | ●       | ●       | ●       | ●3      | \|      | \|      | \|       | Suginami  |
| Ogikubo        | 荻窪       | 18.7          | Linea Marunouchi | ●       | ●       | ●       | ●       | ●       | \|      | \|       | Suginami  |
| Nishi-Ogikubo  | 西荻窪     | 20.6          | | ●       | ●       | ●       | ●3      | \|      | \|      | \|       | Suginami  |
| Kichijōji      | 吉祥寺     | 22.5          | ● Linea Keiō Inokashira | ●       | ●       | ●       | ●       | ●       | \|      | \|       | Musashino |
| Mitaka         | 三鷹       | 24.1          | | ●       | ●       | ●       | ●       | ●       | ●       | \|       | Mitaka    |

### Mitaka - Takao
| Stazione        | Giapponese | Distanza (km) | Fermate | Fermate | Fermate | Fermate | Fermate | Fermate | Collegamenti                                                  | Luogo     |
| Stazione        | Giapponese | Distanza (km) | Locale  | Locale  | Rapido  | Rapido  | Rapido  | Rapido  | Collegamenti                                                  | Luogo     |
| Stazione        | Giapponese | Distanza (km) | S       | L       | R       | C       | S       | T       | Collegamenti                                                  | Luogo     |
| --------------- | ---------- | ------------- | ------- | ------- | ------- | ------- | ------- | ------- | ------------------------------------------------------------- | --------- |
| Mitaka          | 三鷹       | 24.1          | ●       | ●       | ●       | ●       | ●       | \|      |                                                               | Mitaka    |
| Musashi-Sakai   | 武蔵境     | 25.7          | ●       | ●       | ●       | \|      | \|      | \|      | ● Linea Seibu Tamagawa                                        | Musashino |
| Higashi-Koganei | 東小金井   | 27.4          | ●       | ●       | ●       | \|      | \|      | \|      |                                                               | Koganei   |
| Musashi-Koganei | 武蔵小金井 | 29.1          | ●       | ●       | ●       | \|      | \|      | \|      |                                                               | Koganei   |
| Kokubunji       | 国分寺     | 31.4          | ●       | ●       | ●       | ●       | ●       | ●       | ● Linea Seibu Tamako ● Linea Seibu Kokubunji                  | Kokubunji |
| Nishi-Kokubunji | 西国分寺   | 32.8          | ●       | ●       | ●       | \|      | \|      | \|      | ■ Linea Musashino                                             | Kokubunji |
| Kunitachi       | 国立       | 34.5          | ●       | ●       | ●       | \|      | \|      | \|      |                                                               | Kunitachi |
| Tachikawa       | 立川       | 37.5          | ●       | ●       | ●       | ●       | ●       | ●       | ■ Linea Nambu ■ Linea Ōme ■ Monorotaia Tama Toshi             | Tachikawa |
| Hino            | 日野       | 40.8          |         | ●       | ●       | ●       | ●       | \|      |                                                               | Hino      |
| Toyoda          | 豊田       | 43.1          |         | ●       | ●       | ●       | ●       | \|      |                                                               | Hino      |
| Hachiōji        | 八王子     | 47.4          |         | ●       | ●       | ●       | ●       | ●       | ● Linea Keiō (Keiō Hachiōji) ■ Linea Hachikō ■ Linea Yokohama | Hachiōji  |
| Nishi-Hachiōji  | 西八王子   | 49.8          |         | ●       | ●       | ●       | ●       | \|      |                                                               | Hachiōji  |
| Takao           | 高尾       | 53.1          |         | ●       | ●       | ●       | ●       | ●       | ● Linea Keiō Takao                                            | Hachiōji  |

### Takao - Shiojiri
| Stazione            | Giapponese   | Distanza interst. | Distanza da Tokyo | Collegamenti                                                      | Binari | Posizione                     | Posizione                     |
| ------------------- | ------------ | ----------------- | ----------------- | ----------------------------------------------------------------- | ------ | ----------------------------- | ----------------------------- |
| Takao               | 高尾         | -                 | 53.1              | Linea Chūō Rapida Linea Keiō Takao                                | ∥      | Hachiōji Tokyo                | Hachiōji Tokyo                |
| Sagamiko            | 相模湖       | 9.5               | 62.6              |                                                                   | ∥      | Kanagawa Midori-ku Sagamihara | Kanagawa Midori-ku Sagamihara |
| Fujino              | 藤野         | 3.7               | 66.3              |                                                                   | ∥      | Kanagawa Midori-ku Sagamihara | Kanagawa Midori-ku Sagamihara |
| Uenohara            | 上野原       | 3.5               | 69.8              |                                                                   | ∥      | Yamanashi                     | Uenohara                      |
| Shiotsu             | 四方津       | 4.2               | 74.0              |                                                                   | ∥      | Yamanashi                     | Uenohara                      |
| Yanagawa            | 梁川         | 3.6               | 77.6              |                                                                   | ∥      | Yamanashi                     | Ōtsuki                        |
| Torisawa            | 鳥沢         | 3.6               | 81.2              |                                                                   | ∥      | Yamanashi                     | Ōtsuki                        |
| Saruhashi           | 猿橋         | 4.1               | 85.3              |                                                                   | ∥      | Yamanashi                     | Ōtsuki                        |
| Ōtsuki              | 大月         | 2.5               | 87.8              | Linea Ōtsuki                                                      | ∥      | Yamanashi                     | Ōtsuki                        |
| Hatsukari           | 初狩         | 6.1               | 93.9              |                                                                   | ∥      | Yamanashi                     | Ōtsuki                        |
| Sasago              | 笹子         | 6.5               | 100.4             |                                                                   | ∥      | Yamanashi                     | Ōtsuki                        |
| Kai-Yamato          | 甲斐大和     | 6.1               | 106.5             |                                                                   | ∥      | Yamanashi                     | Kōshū                         |
| Katsunuma-budōkyō   | 勝沼ぶどう郷 | 6.0               | 112.5             |                                                                   | ∥      | Yamanashi                     | Kōshū                         |
| Enzan               | 塩山         | 4.4               | 116.9             |                                                                   | ∥      | Yamanashi                     | Kōshū                         |
| Higashi-Yamanashi   | 東山梨       | 3.2               | 120.1             |                                                                   | ∥      | Yamanashi                     | Yamanashi                     |
| Yamanashishi        | 山梨市       | 2.1               | 122.2             |                                                                   | ∥      | Yamanashi                     | Yamanashi                     |
| Kasugaichō          | 春日居町     | 2.8               | 125.0             |                                                                   | ∥      | Yamanashi                     | Fuefuki                       |
| Isawa-Onsen         | 石和温泉     | 2.8               | 127.8             |                                                                   | ∥      | Yamanashi                     | Fuefuki                       |
| Sakaori             | 酒折         | 3.4               | 131.2             |                                                                   | ∥      | Yamanashi                     | Kōfu                          |
| Kōfu                | 甲府         | 2.9               | 134.1             | Linea Minobu                                                      | ∥      | Yamanashi                     | Kōfu                          |
| Ryūō                | 竜王         | 4.5               | 138.6             |                                                                   | ∥      | Yamanashi                     | Kai                           |
| Shiozaki            | 塩崎         | 4.1               | 142.7             |                                                                   | ∥      | Yamanashi                     | Kai                           |
| Nirasaki            | 韮崎         | 4.3               | 147.0             |                                                                   | ∥      | Yamanashi                     | Nirasaki                      |
| Shimpu              | 新府         | 4.2               | 151.2             |                                                                   | ∥      | Yamanashi                     | Nirasaki                      |
| Anayama             | 穴山駅       | 3.5               | 154.7             |                                                                   | ∥      | Yamanashi                     | Nirasaki                      |
| Hinoharu            | 日野春       | 5.4               | 160.1             |                                                                   | ∥      | Yamanashi                     | Hokuto                        |
| Nagasaka            | 長坂         | 6.2               | 166.3             |                                                                   | ∥      | Yamanashi                     | Hokuto                        |
| Kobuchizawa         | 小淵沢       | 7.4               | 173.7             | Linea Koumi                                                       | ∥      | Yamanashi                     | Hokuto                        |
| Shinano-Sakai       | 信濃境       | 4.5               | 178.2             |                                                                   | ∥      | Nagano                        | Fujimi Suwa                   |
| Fujimi              | 富士見       | 4.7               | 182.9             |                                                                   | ∥      | Nagano                        | Fujimi Suwa                   |
| Suzurannosato       | すずらんの里 | 3.2               | 186.1             |                                                                   | ∥      | Nagano                        | Fujimi Suwa                   |
| Aoyagi              | 青柳         | 1.9               | 188.0             |                                                                   | ∥      | Nagano                        | Chino                         |
| Chino               | 茅野]        | 7.2               | 195.2             |                                                                   | ∥      | Nagano                        | Chino                         |
| Semaforo di Fumonji | 普門寺信号場 | -                 | 198.9             |                                                                   | ∨      | Nagano                        | Suwa                          |
| Kami-Suwa           | 上諏訪       | 6.7               | 201.9             |                                                                   | ◇      | Nagano                        | Suwa                          |
| Shimo-Suwa          | 下諏訪       | 4.4               | 206.3             |                                                                   | ◇      | Nagano                        | Shimosuwa Suwa                |
| Okaya               | 岡谷         | 4.1               | 210.4             | Linea principale Chūō per Tatsuno                                 | ∧      | Nagano                        | Okaya                         |
| Midoriko            | みどり湖     | 7.8               | 218.2             |                                                                   | ∥      | Nagano                        | Shiojiri                      |
| Shiojiri            | 塩尻         | 3.9               | 222.1             | Linea Shinonoi Linea principale Chūō per Tatsuno e Kiso-Fukushima | ∥      | Nagano                        | Shiojiri                      |

### Shiojiri - Nakatsugawa
| Stazione       | Giapponese | Distanza | Collegamenti                                                         | Luogo       | Luogo  |
| -------------- | ---------- | -------- | -------------------------------------------------------------------- | ----------- | ------ |
| Shiojiri       | 塩尻       | 222.1    | Linea principale Chūō (per Kiso-Fukushima e Midoriko) Linea Shinonoi | Shiojiri    | Nagano |
| Seba           | 洗馬       | 226.3    |                                                                      | Shiojiri    | Nagano |
| Hideshio       | 日出塩     | 231.0    |                                                                      | Shiojiri    | Nagano |
| Niekawa        | 贄川       | 236.2    |                                                                      | Shiojiri    | Nagano |
| Kiso-Hirasawa  | 木曽平沢   | 241.4    |                                                                      | Shiojiri    | Nagano |
| Narai          | 奈良井     | 243.2    |                                                                      | Shiojiri    | Nagano |
| Yabuhara       | 薮原       | 249.8    |                                                                      | Kiso        | Nagano |
| Miyanokoshi    | 宮ノ越     | 255.5    |                                                                      | Kiso        | Nagano |
| Harano         | 原野駅     | 258.3    |                                                                      | Kiso        | Nagano |
| Kiso-Fukushima | 木曽福島   | 263.8    |                                                                      | Kiso        | Nagano |
| Agematsu       | 上松       | 271.1    |                                                                      | Agematsu    | Nagano |
| Kuramoto       | 蔵元       | 277.7    |                                                                      | Agematsu    | Nagano |
| Suhara         | 須原       | 282.5    |                                                                      | Ōkuwa       | Nagano |
| Ōkuwa          | 大桑       | 285.8    |                                                                      | Ōkuwa       | Nagano |
| Nojiri         | 野尻       | 288.8    |                                                                      | Ōkuwa       | Nagano |
| Jūnikane       | 十二兼     | 292.5    |                                                                      | Nagiso      | Nagano |
| Nagiso         | 南木曽     | 298.0    |                                                                      | Nagiso      | Nagano |
| Tadachi        | 田立       | 304.3    |                                                                      | Nagiso      | Nagano |
| Sakashita      | 坂下       | 307.1    |                                                                      | Nakatsugawa | Gifu   |
| Ochiaigawa     | 落合川     | 313.2    |                                                                      | Nakatsugawa | Gifu   |
| Nakatsugawa    | 中津川     | 317.0    | Linea principale Chūō (per Tajimi e Nagoya)                          | Nakatsugawa | Gifu   |

### Nakatsugawa - Nagoya
| Stazione                | Giapponese | Distanza | Fermate   | Fermate   | Fermate   | Collegamenti | Posizione   | Posizione |
| Stazione                | Giapponese | Distanza | RA        | CL        | HL        | Collegamenti | Posizione   | Posizione |
| ----------------------- | ---------- | -------- | --------- | --------- | --------- | --- | ----------- | --------- |
| Nakatsugawa             | 中津川     | 317.0    | ●         | ●         | ●         | Linea principale Chūō | Nakatsugawa | Gifu      |
| Mino-Sakamoto           | 美乃坂本   | 323.4    | ●         | ●         | \|        | | Nakatsugawa | Gifu      |
| Ena                     | 恵那       | 328.6    | ●         | ●         | ●         | Linea Akechi | Ena         | Gifu      |
| Takenami                | 武並       | 334.0    | ●         | ●         | \|        | | Ena         | Gifu      |
| Kamado                  | 釜戸       | 339.4    | ●         | ●         | \|        | | Mizunami    | Gifu      |
| Mizunami                | 瑞浪       | 346.8    | ●         | ●         | ●         | | Mizunami    | Gifu      |
| Toki-shi                | 土岐市     | 353.7    | ●         | ●         | ●         | | Toki        | Gifu      |
| Tajimi                  | 多治見     | 360.7    | ●         | ●         | ●         | Linea Taita | Tajimi      | Gifu      |
| Kokokei                 | 古虎渓     | 365.3    | \|        | \|        | \|        | | Tajimi      | Gifu      |
| Jōkōji                  | 定光寺     | 368.8    | \|        | \|        | \|        | | Kasugai     | Aichi     |
| Kōzōji                  | 高蔵寺     | 372.9    | ●         | ●         | ◎         | Linea circolare di Aichi | Kasugai     | Aichi     |
| Jinryō                  | 神領       | 376.1    | \|        | \|        | \|        | | Kasugai     | Aichi     |
| Kasugai                 | 春日井     | 378.8    | ●         | \|        | \|        | | Kasugai     | Aichi     |
| Kachigawa               | 勝川       | 381.9    | ●         | \|        | \|        | Linea Tōkai Jōhoku | Kasugai     | Aichi     |
| Shin-Moriyama           | 新守山     | 384.6    | \|        | \|        | \|        | | Nagoya      | Aichi     |
| Ōzone                   | 大曽根     | 387.1    | ●         | \|        | ◎         | ●Linea Meitetsu Seto ●Linea Yutorito Linea Meijō | Nagoya      | Aichi     |
| Chikusa                 | 千種       | 389.8    | ●         | ●         | ●         | Linea Higashiyama | Nagoya      | Aichi     |
| Tsurumai                | 鶴舞       | 391.3    | ●         | \|        | ◎         | Linea Tsurumai | Nagoya      | Aichi     |
| Kanayama                | 金山       | 393.6    | ●         | ●         | ●         | Linea Meijō Linea Meikō ■ Linea principale Tōkaidō ● Linea Meitetsu Nagoya principale                                                                                                 | Nagoya      | Aichi     |
| Congiunzione Sannō S.B. | 山王       | 395.1    | (Segnale) | (Segnale) | (Segnale) | | Nagoya      | Aichi     |
| Nagoya                  | 名古屋     | 396.9    | ●         | ●         | ●         | Tōkaidō Shinkansen Linea Sakura-dōri Linea Higashiyama ■ Linea principale Tōkaidō ■ Linea principale Kansai ● Linea Meitetsu Nagoya principale ● Linea Aonami ● Linea Kintetsu Nagoya | Nagoya      | Aichi     |